# Shavano Park (Texas)
Shavano Park es una ciudad ubicada en el condado de Béxar en el estado estadounidense de Texas. En el Censo de 2010 tenía una población de 3035 habitantes y una densidad poblacional de 351,37 personas por km².

## Geografía
Shavano Park se encuentra ubicada en las coordenadas 29°35′4″N 98°33′22″O / 29.58444, -98.55611. Según la Oficina del Censo de los Estados Unidos, Shavano Park tiene una superficie total de 8.64 km², de la cual 8.62 km² corresponden a tierra firme y (0.15%) 0.01 km² es agua.

## Demografía
Según el censo de 2010, había 3035 personas residiendo en Shavano Park. La densidad de población era de 351,37 hab./km². De los 3035 habitantes, Shavano Park estaba compuesto por el 91.2% blancos, el 1.12% eran afroamericanos, el 0.23% eran amerindios, el 3.79% eran asiáticos, el 0% eran isleños del Pacífico, el 1.42% eran de otras razas y el 2.24% pertenecían a dos o más razas. Del total de la población el 21.32% eran hispanos o latinos de cualquier raza.

## Educación
El Distrito Escolar Independiente de Northside sirve a la ciudad de Shavano Park. Blattman Elementary School sirve a todo de la ciudad. Blattman, que se abrió en 2003, era la primera escuela pública de la ciudad. La entrada y salida de la escuela es en Texas State Highway Loop 1604. Blattman era construido es una parte del bono del año 2001. Antes de la apertura de Blattman, Locke Hill Elementary School en San Antonio era la primaria de Shavano Park.
Hobby Middle School y Tom C. Clark High School en San Antonio es la escuela secundaria y la escuela preparatoria de ShavanoPark.